# دومينغو ليغيزامون
دومينغو ليغيزامون (بالإسبانية: Aníbal Leguizamón)‏ هو لاعب كرة قدم أرجنتيني في مركز الدفاع، ولد في 10 يناير 1992 في مدينة برنال في الأرجنتين. لعب مع أرسنال ساراندي.

## وصلات خارجية
- دومينغو ليغيزامون على موقع قاعدة بيانات كرة القدم.إي يو (الإنجليزية)
- دومينغو ليغيزامون على موقع Soccerway.com (الإنجليزية)